# Eljakim Rubinstein
Eljakim Rubinstein (hebrejsky: אליקים רובינשטיין, narozen 1947) byl v letech 1997 až 2004 izraelský generální prokurátor. Celý život působil jako úředník a diplomat a měl značný vliv na vnitřní a zahraničí politiku země, největší zásluhu má za pomoc při utváření konečné podoby mírových smluv s Egyptem a Jordánskem.

## Biografie
Narodil se v Tel Avivu a získal bakalářský a magisterský titul v oblasti práva na Hebrejské univerzitě v Jeruzalémě. V polovině 70. let byl právním poradcem ministerstev obrany a zahraničí. Diplomatickou kariéru zahájil roku 1977 a byl členem izraelské delegace, která vyjednávala mír s Egyptem. Od roku 1980 působil na ministerstvu zahraničí, kde dohlížel na normalizaci vztahů s Egyptem. Během 80. let zastával řadu funkcí na ministerstvu zahraničí a v roce 1986 byl zástupce šéfa izraelské diplomatické mise ve Spojených státech. V roce 1991 byl členem izraelské delegace na Madridské mírové konferenci. Později vedl izraelskou delegaci, která vyjednávala mír s Jordánskem. Po dokončení této mírové smlouvy se věnoval právu. V letech 1995 až 1997 byl soudcem jeruzalémského distriktního soudu a v letech 1997 až 2004 zastával funkci generálního prokurátora. Od května 2004 je soudcem Nejvyššího soudu.